# Gorongosa (berg)
De Gorongosa is een 1.863 meter hoge berg in Mozambique. 
Het massief van de Gorongosa steekt met steile hellingen uit boven de savanne en graslanden van de oostelijke Grote Afrikaanse Slenk. Tijdens de zomermoesson brengen passaatwinden regenwolken van boven de Indische Oceaan die voor een overvloedige neerslag zorgen. Er kan tot twee meter neerslag op een jaar vallen en hierdoor zijn de flanken van het massief boven 1.100 meter bedekt met regenwoud. Van dit woud is echter een groot deel gekapt door boeren voor landbouw en begrazing. Verschillende rivieren ontspringen op de flanken van het bergmassief: de Vinduzi, de Nhandare en de Muera.
In 2010 werd het hele massief van Gorongosa hoger dan 700 meter gevoegd bij het bestaande Nationaal Park Gorongosa. Het betreft twee niet aaneengesloten delen; tussen beide delen van het park loopt een weg en ligt de plaats Vunduzi. Sindsdien is er gestart met een herbebossingsprogramma.